# Ретген
Ретген (њем. Roetgen) општина је у њемачкој савезној држави Северна Рајна-Вестфалија. Једно је од 10 општинских средишта округа Регион Ахен. Према процјени из 2010. у општини је живјело 8.251 становника. Посједује регионалну шифру (AGS) 5334024.

## Географски и демографски подаци
Ретген се налази у савезној држави Северна Рајна-Вестфалија у округу Регион Ахен. Општина се налази на надморској висини од 496 метара. Површина општине износи 39,0 km². У самом мјесту је, према процјени из 2010. године, живјело 8.251 становника. Просјечна густина становништва износи 211 становника/km².

## Међународна сарадња
| Мјесто | Држава    | Врста сарадње | Од    |
| ------ | --------- | ------------- | ----- |
|        | Француска | партнерство   | 1974. |
| Извор  |           |               |       |